# Sananthachat Thanapatpisal
Sananthachat Thanapatpisal (ศนันธฉัตร ธนพัฒน์พิศาล), nome precedente Chamaiphon Thirasak (ชไมพร ธีระศักดิ์), nota anche con lo pseudonimo di Fon (ฝน) (20 giugno 1994), è un'attrice thailandese, conosciuta in particolare per il ruolo di Dao in Hormones - Wai wawun.

## Filmografia

### Cinema
- ATM: Er Rak Error, regia di Mez Tharatorn (2012)
- Seven Something, regia di Jira Maligool, Adisorn Trisirikasem e Paween Purikitpanya (2012)
- Amnesia Love, regia di Albert Langitan (2018)
- Journey To China - The Mystery of Iron Mask, regia di Oleg Stepchenko (2018)

### Televisione
- Muad Opas 2 - serie TV (2012)
- See Sahai Sabai Dee - serie TV (2012)
- Office Pichit Dai - serie TV (2013)
- GTH Side Story - serie TV (2013)
- Ra Berd Therd Theng - serie TV (2013)
- Carabao - The Series - serie TV (2013)
- Hormones - Wai wawun - serie TV, 42 episodi (2013)
- ATM 2: Koo ver Error Er Rak - serie TV (2013-2014)
- Phuean hian.. rongrian lon - serie TV, 1 episodio (2014)
- Torfun Kub Mawin - serie TV (2015)
- Club Friday To Be Continued - Sanyaa Jai - serie TV (2016)
- Love Songs Love Series - serie TV (2016)
- U-Prince Series - serie TV, 6 episodi (2016-2017)
- I Hate You I Love You - webserie, 5 episodi (2016-2017)
- Water Boyy: The Series - serie TV, 14 episodi (2017)
- Bangkok rak Stories - serie TV, 13 episodi (2017)
- Club Friday Celeb's Stories - serie TV (2017)
- The Stepdaughters - serie TV, 1 episodio (2018)
- The Significant Other - serie TV (2018)
- Muang Maya Live - serie TV (2018)
- Kiss Me Again - Chup hai dai tha nai nae ching - serie TV (2018)
- Boy For Rent - Phuchay hai chaw - serie TV (2019)